# Дриен (Дервента)
Дриен (серб. Дријен) — населенный пункт (деревня) в общине Дервента, который принадлежит энтитету Республике Сербской, Босния и Герцеговина. По результатам югославской переписи населения 1991 года в Дриене проживало 783 человека.

## Население
В населении деревни преобладают сербы.
| 1961                           | 1971 | 1981 | 1991 | - | - | - |
| ------------------------------ | ---- | ---- | ---- | - | - | - |
| 790                            | 808  | 869  | 783  | - | - | - |
| Гистограмма динамики населения |      |      |      |   |   |   |

### Национальный состав
1991 год:
- Сербы — 756 человек (96,55 %)
- Хорваты — 5 человек (0,63 %)
- Югославы — 6 человек (0,76 %)
- Мусульмане — 0 человек (0,00 %)
- Другие — 16 человек (2,04 %)